# Larry Silverstein
Pour les articles homonymes, voir Silverstein (homonymie).

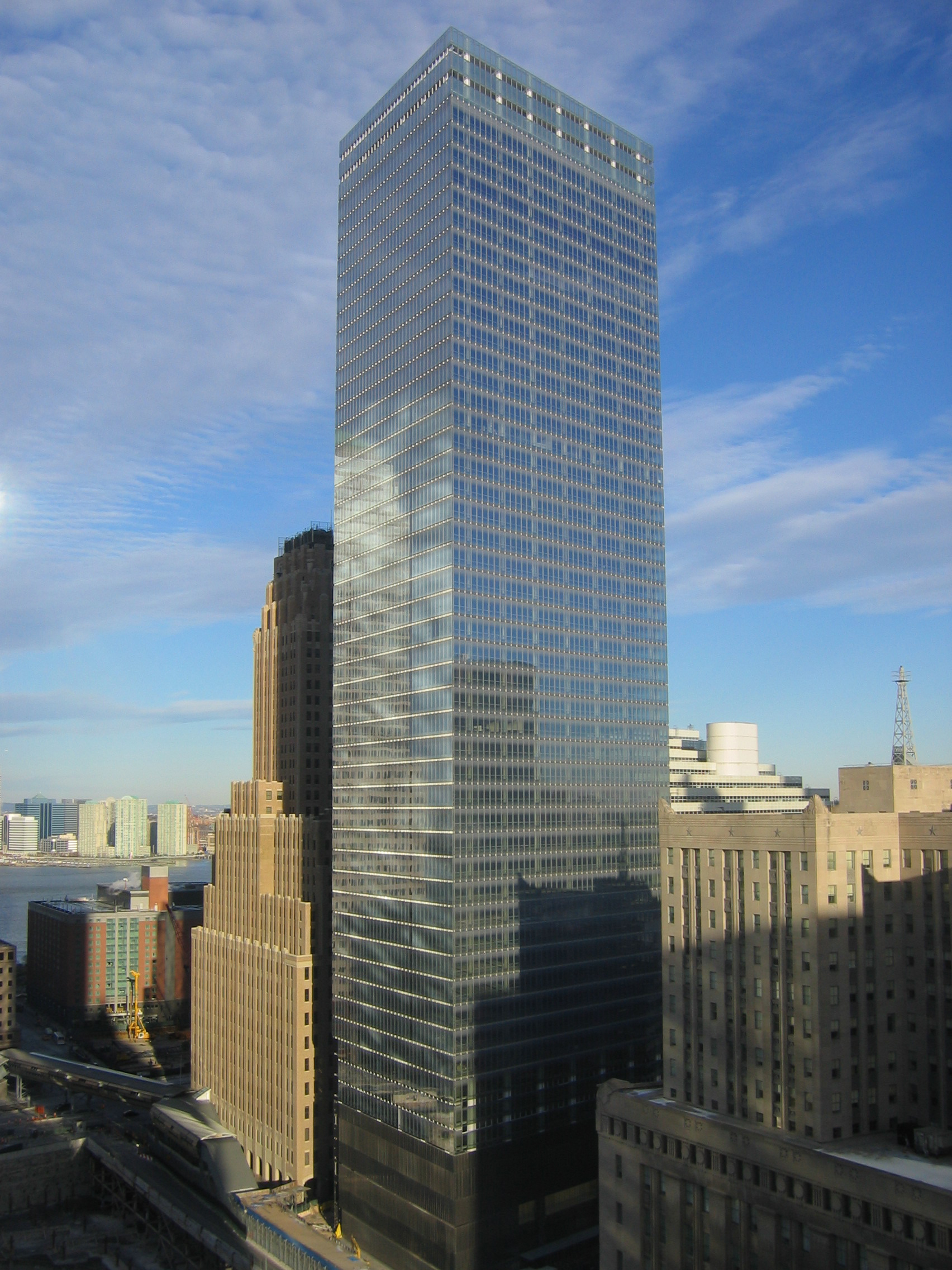
Le nouveau 7 World Trade Center, construit entre 2002 et 2006.

Larry A. Silverstein (né le 30 mai 1931 à New York) est un milliardaire américain et investisseur dans l'immobilier qui dirige la société Silverstein Properties. Sa société loue (leasing) des bureaux du World Trade Center visés et détruits lors des attentats du 11 septembre 2001. À partir de 2006, il participe au projet de reconstruction du One World Trade Center. En 2016, il est membre du comité de direction de l'université de New York.

## Biographie

### Débuts
Larry Silverstein est né a Bedford-Stuyvesant, à Brooklyn en 1931 dans une famille juive. Musicien amateur de musique classique, il fréquente la High School of Music and Art de New York. Il est diplômé de l'université de New York depuis 1952.
Il se marie en 1956 avec une dénommée Klara avec qui il a trois enfants (Lisa, Roger et Sharon). Il suit également une formation à l'école de droit de Brooklyn. Son épouse travaille comme institutrice, soutenant la famille avec son salaire pendant les premières années de leur mariage tandis que Silverstein suit ses cours de droit.
Silverstein s'implique dans l'immobilier avec son père Harry G. Silverstein et son beau-frère Bernard Mendik, en achetant des immeubles à Manhattan. En 1957, ils fondent la société Silverstein Properties en achetant leur premier immeuble. Mendik et Silverstein continuent l'affaire après le décès du père de Larry en 1966.
En 1977, Mendik divorce de sa femme Annette Mendik Silverstein, ce qui fait également exploser leur partenariat dans la société. Mendik est toutefois déjà en désaccord avec son partenaire car sa stratégie est d'acheter des immeubles alors que Larry souhaite les faire construire.

### Leasing du World Trade Center

#### 7 World Trade Center

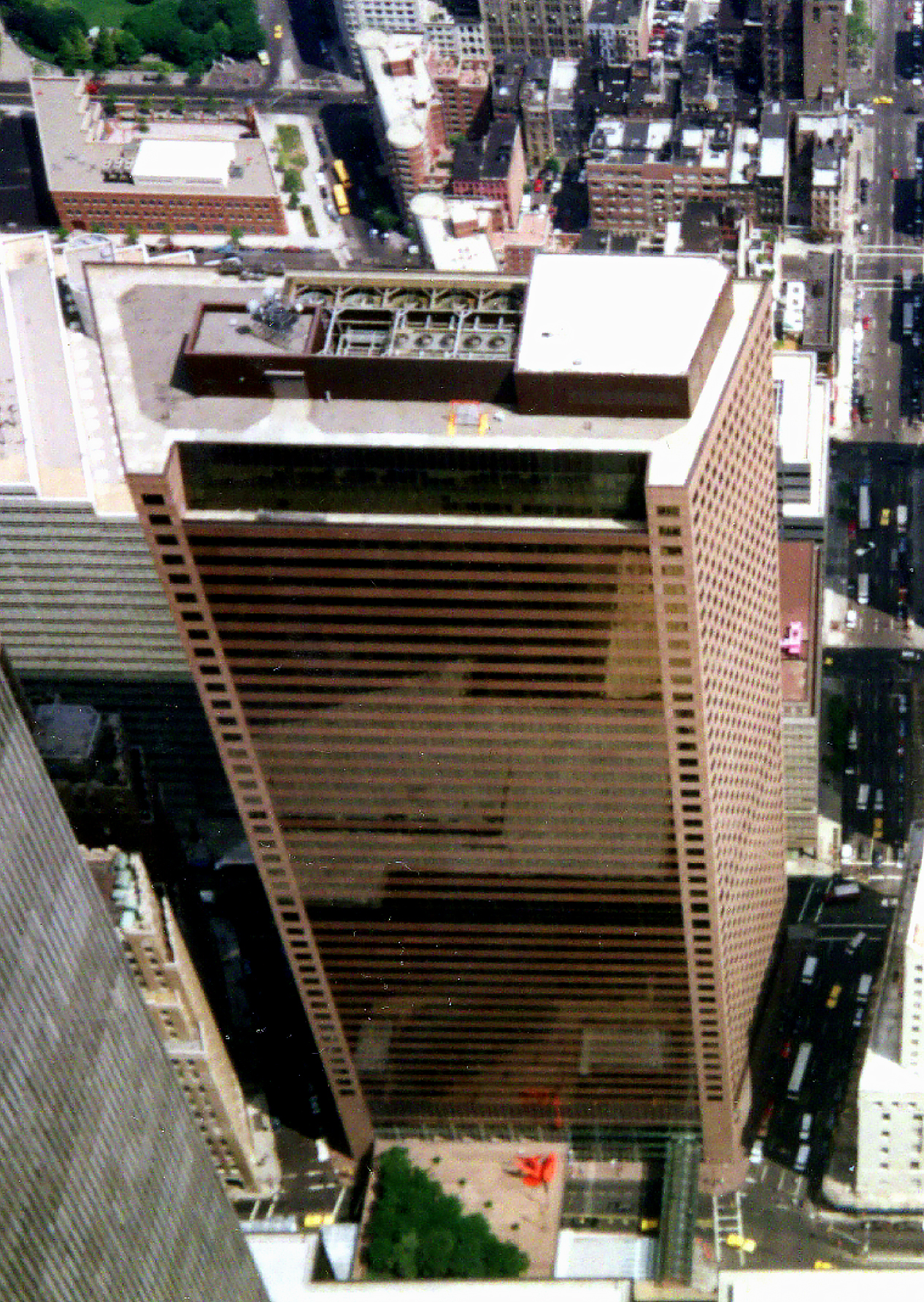
L'ancien immeuble no 7.

En 1980, Larry Silverstein gagne le droit des autorités portuaires de New York et du New Jersey de faire le leasing et de développer la dernière parcelle libre d'un terrain en construisant le 7 World Trade Center, haut de 47 étages.

#### World Trade Center
Durant les années 1990, New York souffre des effets du krach d'octobre 1987, ce qui crée une énorme disponibilité des bureaux dans les immeubles de la ville. George E. Pataki devient le gouverneur de l'État de New York en 1995 grâce à sa campagne fondée sur la diminution des dépenses qui est basée en partie sur la revente du complexe d'immeubles World Trade Center. La vente semblant trop compliquée, les autorités portuaires de New York et du New Jersey décident de réaliser un leasing d'une durée de 99 ans.
En janvier 2001, Silverstein et la compagnie Westfield America font une offre de 3,2 milliards de dollars pour le leasing du World Trade Center. Vornado Realty aidé de Boston Properties et de Brookfield Properties surenchérissent l'offre de 50 millions de dollars. Plus tard, Vornado se retire et l'offre de Silverstein est acceptée le 24 juillet 2001, soit sept semaines avant les attentats du 11 septembre 2001, alors que Silverstein était déjà propriétaire du bâtiment n° 7 du WTC. C'est la première fois dans son histoire de 31 ans que le complexe change de direction.
Description du contrat dans un communiqué de presse du 24 juillet 2001 :

« Silverstein Properties, Inc., et Westfield America, Inc. vont faire le leasing des tours jumelles et d'autres parties du complexe pour approximativement 3,2 milliards de dollars – La plus grosse vente d'immobilier de la ville et la plus grande privatisation dans l'histoire de la ville. »

L'accord s'applique aux WorldTrade center I, II, IV et V et à environ 425 000 pieds carrés (39 000 m2) de surface de bureaux. Silverstein n'investit que 14 millions de ses fonds personnels. Il se donne également le droit de reconstruire les structures des immeubles au cas où celles-ci seraient détruites.

### Autres projets
En 1978, Silverstein possède cinq immeubles sur la Cinquième Avenue de New York, comme le 44 Wall Street mais également un centre commercial à Stamford (Connecticut). En 1980, il fait reconstruire le building de 120 Wall Street qui datait de 1930. La même année, il rénove l'immeuble du 11 West 42e Rue et acquiert le leasing du Equitable Building au 120 Broadway. Il est également impliqué dans le développement du projet Ronald Reagan Building à Washington DC.
D'autres immeubles :
- One River Place (42e Rue West de la Onzième Avenue)
- Two River Place
- 529 Cinquième Avenue
- 570 Septième Avenue

En novembre 2006, Silverstein accepte d'acheter à Moody's un building situé au 99 Church Street pour un montant de 170 millions de dollars. Moody's devrait déménager son QG au 7 World Trade Center en 2007. Le building au 99 Church Street date de 1951 et dispose d'une surface de bureaux de 441 000 pieds carrés (41 000 m2). Le bâtiment devrait servir pour des bureaux mais aussi pour des appartements.

### Philanthropie

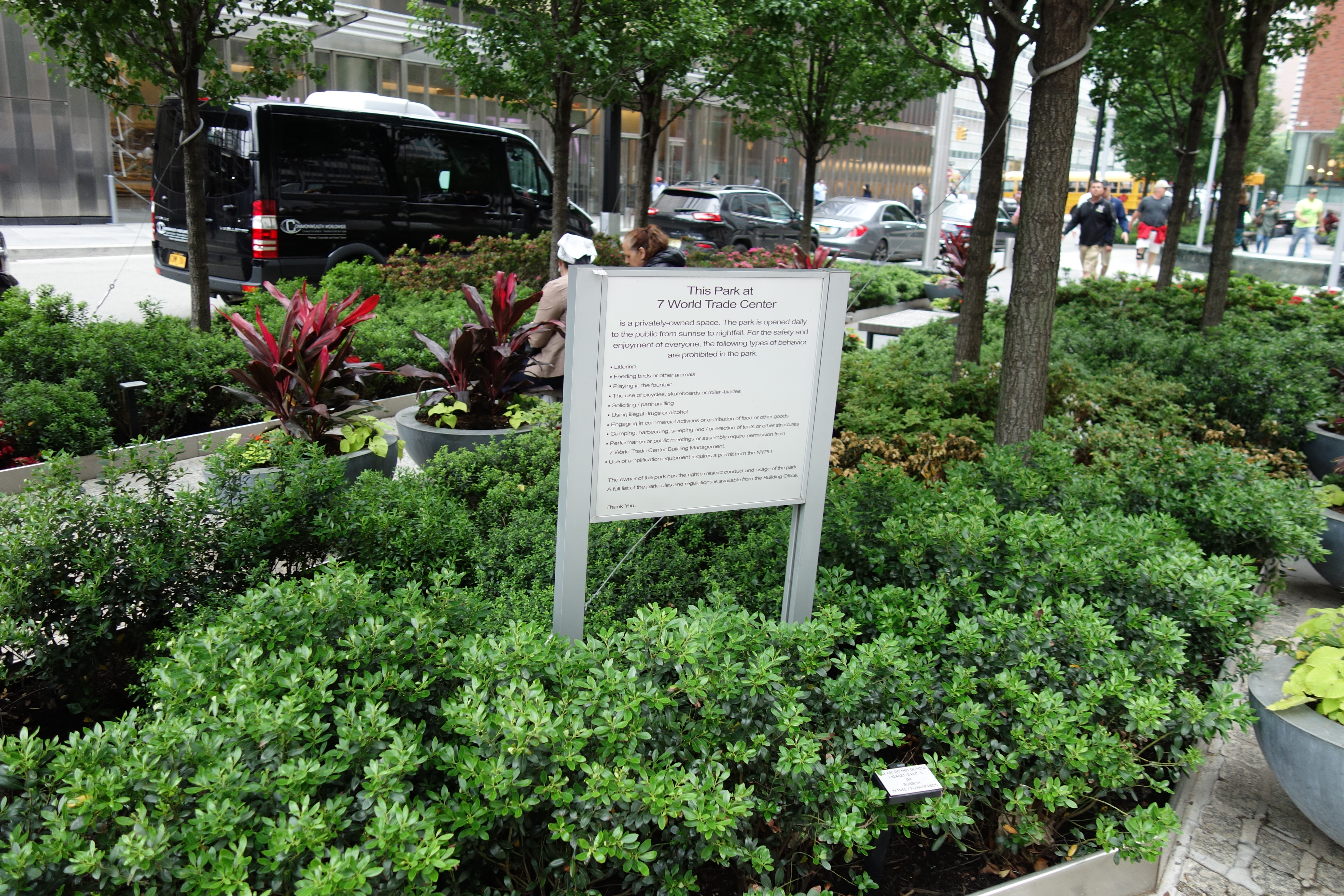
Silverstein Family Park à New York

Larry Silverstein s'est investi dans son alma mater en tant que fondateur et président émérite du Real Estate Institute de l'Université de New York et en tant qu'administrateur du New York University Medical Center and Health System. Silverstein a aussi été président du United Jewish Appeal à New York, de la Realty Foundation, administrateur du Museum of Jewish Heritage et trésorier du National Jewish Medical and Research Center à Denver. Silverstein est également directeur du Real Estate Board de New York.
En 2012, Silverstein fait don de 5 millions de dollars au Hunter College, l'alma mater de sa femme Klara, pour financer le Klara and Larry Silverstein Student Success Center. Cette même année, lui et Klara font également don de 5,25 millions de dollars à l'École de médecine de l'Université de New York pour créer le Silverstein Scholarship Fund qui offre des bourses à des étudiants en médecine,.

## Conséquences des attaques terroristes du 11 septembre 2001

### Tensions avec les assureurs
Silverstein reprend à son nom l'assurance initiale de l'Autorité portuaire, deux mois avant l'attentat de septembre 2001, pour le leasing de 99 ans du World Trade Center. À la suite des attentats, il désire recevoir le paiement pour la destruction et la perte des trois immeubles qui se sont également effondrés, dont le no 7 dont il est propriétaire depuis 1980. Les nombreux assureurs disent qu'il s'agit d'un seul accident. Or, un simple sinistre implique un remboursement de 3,55 milliards de dollars alors qu'un double signifie un remboursement de 7,1 milliards de dollars. Une procédure judiciaire est donc lancée contre les assureurs. Le 6 décembre 2004, un jury fédéral rend un verdict en faveur de Silverstein en lui donnant un montant supplémentaire de 1,1 milliard de dollars de neuf assureurs, en déclarant qu'il s'agit d'un double sinistre, bien qu'un jury ait été favorable aux assureurs le 29 avril 2004. En octobre 2006, la cour d'appel américaine rend son verdict qui dit qu'il s'agit d'un unique sinistre. La cour d'appel lève également la décision précédente de justice qui donne raison à Silverstein ; le contentieux entre Silverstein et les assureurs aura donc duré de 2001 à 2007. Finalement, Silverstein reçoit près de 4,6 milliards de dollars (soit un peu plus de 3,85 milliards d’euros) de dédommagement pour ses immeubles perdus, en tenant aussi compte du fait que le site avait précédemment fait l'objet d'une attaque terroriste en 1993,,. Silverstein prévoit de dépenser cette somme dans la construction des nouvelles tours.
Parallèlement, le leasing de Silverstein auprès des autorités portuaires de New York et du New Jersey l'oblige à rembourser annuellement 102 millions de dollars.

### Le nouveau World Trade Center

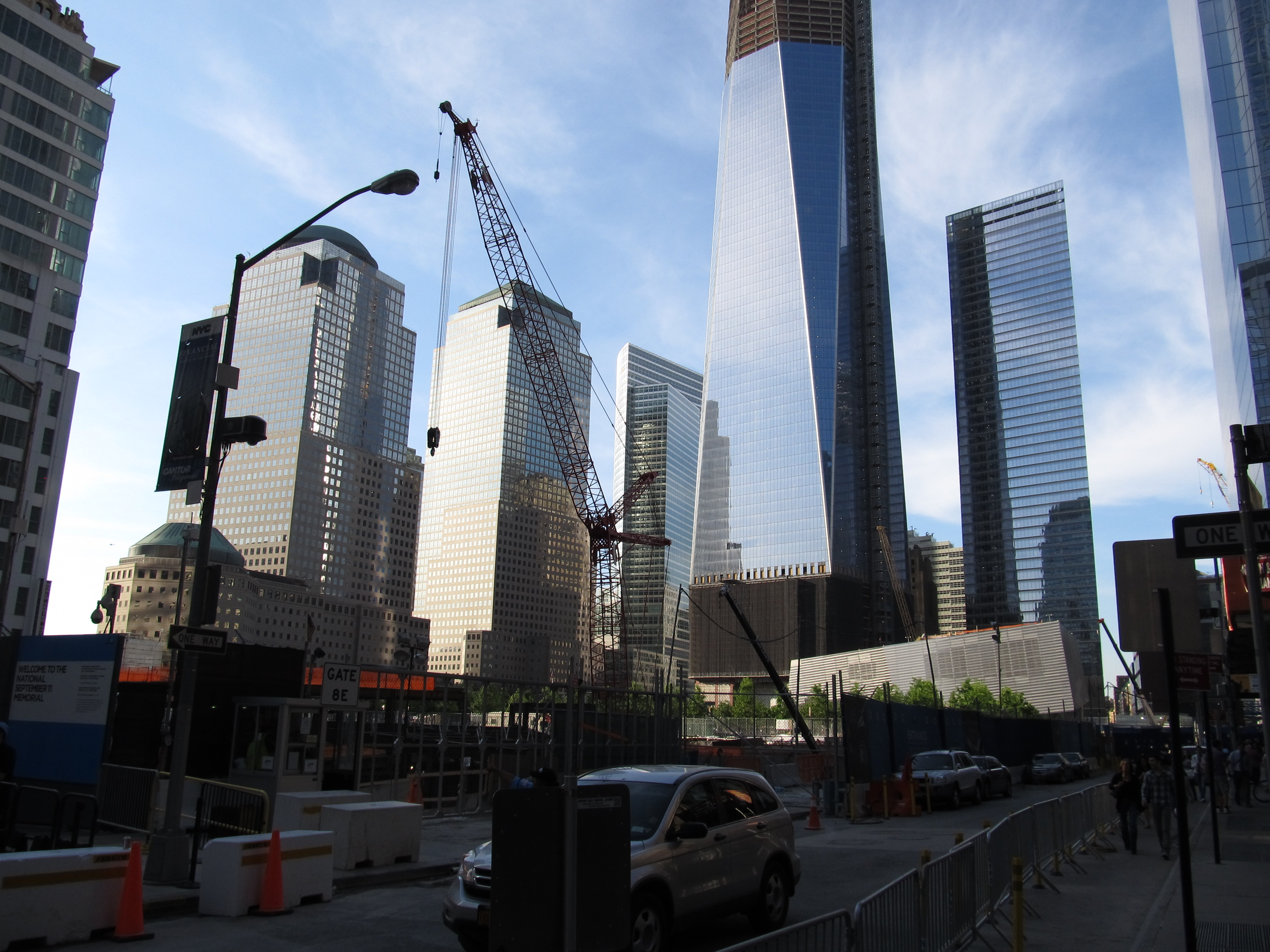
Site de reconstruction du WTC (2012)

Silverstein, qui est l'actuel détenteur des droits de reconstruction du World Trade Center de New York, annonce publiquement la sélection de trois architectes parmi les plus renommés (Norman Foster, Fumihiko Maki et Jean Nouvel) pour concevoir trois des cinq tours issues du projet de définition de l’architecte Daniel Libeskind initialement retenu à l’issue d’une consultation internationale. En 2006, il annonce que le nouveau World Trade Center (Freedom Tower) serait reconstruit en 2012.
Fumihiko Maki et Norman Foster se caractérisent par une architecture rigoureuse, et pour ce dernier à de véritables mégastructures, comme pour le pont viaduc de Millau. Jean Nouvel, auteur dans les années 1990 du projet de la Tour sans fins, une des premières réinventions contemporaines du gratte-ciel, termine en 2004 une tour à Barcelone du nom de tour Agbar.
Le choix de ces signatures reconnues de l’architecture peut laisser à penser à une prise de distance possible vis-à-vis du projet de définition conçu par l’architecte Daniel Libeskind.
Silverstein garderait actuellement les droits pour les tours II, III et IV. La Freedom Tower (ou tour no 1) et la tour V seront propriété des autorités portuaires de New York et du New Jersey.

### Rumeurs antisémites
Larry Silverstein est devenu sur internet un mème. Ainsi les utilisateurs du  forum 18-25 de la communauté jeuxvideo.com ont-ils créé un sticker à son effigie. Celui-ci est ironiquement affublé de la légende « La chance », en référence au concours de circonstances entre la destruction des tours, l'assurance à laquelle il avait souscrit (en fait, une simple reprise à son nom, en juin 2001, de la précédente assurance obligatoire du WTC) et le fait qu'il ne se trouvait pas sur les lieux de l'attaque (mais à un rendez-vous médical), laissant penser à une « culpabilité » de ce dernier, bien qu'aucune compagnie d'assurance n'ait jamais entrepris de poursuite à son encontre. L'illustration est retirée par Webedia pour son caractère jugé antisémite mais la légende urbaine est persistante,.
Outre le « profit personnel » qu'il en aurait tiré, d'autres conspirationnistes accusent Silverstein d'avoir eu une « connaissance préalable des attentats » sans en prévenir quiconque, d'avoir « délibérément laissé les attaques se produire », et même « d'avoir ordonné lui-même la destruction du bâtiment no 7 du WTC », en cheville qu'il serait avec des Juifs, le Mossad ou Israël qui seraient également impliqués,. C'est le cas notamment du polémiste Alain Soral, du blogueur complotiste Hicham Hamza,, du journaliste américain d'extrême droite Christopher Bollyn, également de l'écrivain Laurent Guyénot publiant à l'occasion sur le Réseau Voltaire de Thierry Meyssan, aussi du complotiste américain Alex Jones et plusieurs autres activistes du Mouvement pour la Vérité sur le 11-Septembre.